# Paranerita meridionalis
Paranerita meridionalis là một loài bướm đêm thuộc phân họ Arctiinae, họ Erebidae.